# Bjarne Jeppesen
Bjarne Jeppesen (født 19. august 1954 i Glostrup, død 14. oktober 2024 i Fredericia) var en dansk håndboldspiller og -træner. Han var en del af det danske håndboldlandshold ved OL 1980 i Moskva.

## Karriere

### Klubkarriere
Bjarne Jeppesen spillede oprindeligt i Glostrup/Efterslægten, men skiftede til Fredericia KFUM i slutningen af 1970'erne, hvor han huserede på venstre fløj, meget genkendelig med sine sygekassebriller, som han brugte på banen. Han var her med til at vinde flere danske mesterskaber og spillede flere europacupkampe for klubben i samme periode. I 1976 nåede han finalen af Europa-cuppen, men tabte finalen til Borac Banja Luca.
I 1983 skiftede han til Kolding HK, hvor han blev spillende træner i to år, hvorefter han skiftede til naboerne fra Kolding IF, stadig som spillende træner, som han var med til at skaffe denne klubs første fire danske mesterskaber (1987-1991). Han indstillede sin aktive karriere i 1991 som 37-årig. Han fortsatte som træner i KIF Kolding i 3 yderligere år, hvor han vandt det 5. danske mesterskab..
Han spillede også en kort periode for TMS Ringsted.

### Landshold
Han fik debut på det danske landshold 24. februar 1977 og nåede i alt 88 landskampe, hvori han scorede 290 mål frem til 1982. I den periode var han med til OL 1980 i Moskva, hvor Danmark kun vandt én kamp i indledende runde og måtte tage til takke med en kamp om niendepladsen som blev vundet. Han spillede fem kampe og lavede 24 mål.
Bjarne Jeppesen var desuden med på landsholdet ved V; i Tyskland 1982. Her blev Danmark nummer tre i indledende runde, og i hovedrunden vandt holdet over både Spanien – her blev Jeppesen helten, da han scorede sejrsmålet på straffekast kort før slutfløjt – og over Sverige, inden et uafgjort resultat mod Ungarn betød, at holdet ikke kom i finalen. Bronzekampen mod Polen blev tabt med et enkelt mål, så Danmark blev nummer fire.

## Anden karriere
Bjarne Jeppesen var uddannet lærer og underviste i mange år på forskellige skoler i Fredericia.